# Persone di cognome Becker
| Questa pagina contiene informazioni ricavate automaticamente dalle voci biografiche con l'ausilio del template Bio e di un bot. L'aggiornamento è periodico e automatico e ricostruisce completamente la pagina. Se manca una persona in questa lista, sei pregato di non aggiungerla, ma accertati piuttosto che la sua voce biografica contenga il template Bio e che i dati anagrafici siano correttamente compilati. Se il template Bio manca, inseriscilo tu stesso o, in alternativa, metti l'avviso {{tmp\|Bio}} che ne segnala la mancanza. Se i dati riportati sono sbagliati, correggi direttamente la voce biografica; le modifiche saranno visibili in questa lista entro pochi giorni. Per chiarimenti vedi il progetto antroponimi. La lista contiene solo le 89 persone che sono citate nell'enciclopedia e per le quali è stato implementato correttamente il template Bio. Pagina aggiornata al 23 giu 2025. |

Questa è una lista di persone presenti nell'enciclopedia che hanno il cognome Becker, suddivise per attività principale.

## Arcivescovi cattolici(1)
- Hans-Josef Becker, arcivescovo cattolico tedesco (Warstein, n. 1948)

## Astiste(1)
- Annika Becker, ex astista tedesca (Rotenburg an der Fulda, n. 1981)

## Astronomi(3)
- Andrew C. Becker, astronomo statunitense (n. 1973)
- Ernst Becker, astronomo tedesco (Emmerich am Rhein, n. 1843 - Friburgo in Brisgovia, † 1912)
- Friedrich Becker, astronomo tedesco (Münster, n. 1900 - Monaco, † 1985)

## Attiviste(1)
- Lydia Becker, attivista britannica (Manchester, n. 1827 - Aix-les-Bains, † 1890)

## Attori(7)
- Ben Becker, attore e cantante tedesco (Brema, n. 1964)
- Gerry Becker, attore statunitense (St. Louis, n. 1951 - Nyack, † 2019)
- Hugo Becker, attore francese (Metz, n. 1987)
- Randy Becker, attore statunitense (Cleveland, n. 1970)
- Rolf Becker, attore e doppiatore tedesco (Lipsia, n. 1935)
- Terry Becker, attore, regista e produttore televisivo statunitense (New York, n. 1921 - Los Angeles, † 2014)
- Tony Becker, attore statunitense (Los Angeles, n. 1963)

## Attrici(2)
- Maria Becker, attrice tedesca (Berlino, n. 1920 - Uster, † 2012)
- Meret Becker, attrice e cantante tedesca (Brema, n. 1969)

## Bobbisti(1)
- Thomas Becker, bobbista statunitense (Indianapolis, n. 1948)

## Botanici(1)
- Alexander Becker, botanico e entomologo tedesco (Antica Sarepta, n. 1818 - Antica Sarepta, † 1901)

## Calciatori(10)
- Diego Becker, calciatore argentino (Los Quirquinchos, n. 1997)
- Finn Ole Becker, calciatore tedesco (Elmshorn, n. 2000)
- Franz Becker, calciatore tedesco (Colonia, n. 1918 - Colonia, † 1965)
- Fritz Becker, calciatore tedesco (Francoforte sul Meno, n. 1888 - † 1963)
- Mathias Becker, calciatore lussemburghese (n. 1907 - † 1952)
- Muriel Gustavo Becker, calciatore brasiliano (Novo Hamburgo, n. 1987)
- Pablo Becker, ex calciatore argentino (Los Quirquinchos, n. 1992)
- Sheraldo Becker, calciatore olandese (Amsterdam, n. 1995)
- Timo Becker, calciatore tedesco (Herten, n. 1997)
- Alisson Becker, calciatore brasiliano (Novo Hamburgo, n. 1992)

## Canoisti(3)
- Marcus Becker, canoista tedesco (Halle, n. 1981)
- Thomas Becker, canoista tedesco (n. 1990)
- Thomas Becker, canoista tedesco (Hilden, n. 1967)

## Cantanti(1)
- Lea, cantante tedesca (Kassel, n. 1992)

## Cardinali(1)
- Karl Becker, cardinale e teologo tedesco (Colonia, n. 1928 - Roma, † 2015)

## Cavalieri(1)
- Otto Becker, cavaliere tedesco (Duisburg, n. 1958)

## Cestisti(3)
- Art Becker, ex cestista e allenatore di pallacanestro statunitense (Akron, n. 1942)
- Moe Becker, cestista e allenatore di pallacanestro statunitense (Pittsburgh, n. 1917 - Peoria, † 1996)
- Armando Becker, ex cestista venezuelano (Caracas, n. 1966)

## Chimici(1)
- August Becker, chimico e militare tedesco (Staufenberg, n. 1900 - † 1967)

## Chitarristi(2)
- Jason Becker, chitarrista e musicista statunitense (Richmond, n. 1969)
- Walter Becker, chitarrista e bassista statunitense (New York, n. 1950 - † 2017)

## Cicliste su strada(1)
- Charlotte Becker, ex ciclista su strada e pistard tedesca (Datteln, n. 1983)

## Compositori(1)
- Frank William Becker, compositore statunitense

## Direttori della fotografia(1)
- Étienne Becker, direttore della fotografia francese (Parigi, n. 1936 - Clichy, † 1995)

## Dirigenti sportivi(1)
- Edmund Becker, dirigente sportivo, allenatore di calcio e ex calciatore tedesco (Reichenbach, n. 1956)

## Economisti(1)
- Gary Becker, economista statunitense (Pottsville, n. 1930 - Chicago, † 2014)

## Filologi(1)
- Philipp August Becker, filologo tedesco (Mulhouse, n. 1862 - Lipsia, † 1947)

## Filosofi(1)
- Oskar Becker, filosofo tedesco (Lipsia, n. 1889 - Bonn, † 1964)

## Fisici(1)
- Richard Becker, fisico tedesco (Amburgo, n. 1887 - Gottinga, † 1955)

## Fotografe(1)
- Caroline Becker, fotografa finlandese (n. 1826 - † 1881)

## Generali(1)
- Hellmuth Becker, generale tedesco (Alt Ruppin, n. 1902 - Sverdlovs'k, † 1953)

## Giavellottiste(1)
- Marion Becker, ex giavellottista tedesca (Amburgo, n. 1950)

## Giornalisti(1)
- Maurizio Becker, giornalista, scrittore e musicologo italiano (Neede, n. 1964)

## Giuristi(1)
- Hermann Becker, giurista tedesco (Rostock, n. 1719 - Greifswald, † 1797)

## Incisori(1)
- Philip Christoph Becker, incisore tedesco (Coblenza, n. 1674 - Vienna, † 1743)

## Micologi(1)
- Georges Becker, micologo francese (Belfort, n. 1905 - Montbéliard, † 1994)

## Militari(1)
- Elisabeth Becker, militare tedesca (Neuteich, n. 1923 - Danzica, † 1946)

## Musicisti(1)
- Carl Ferdinand Becker, musicista, compositore e organista tedesco (Lipsia, n. 1804 - Plagwitz, † 1877)

## Numismatici(1)
- Karl Wilhelm Becker, numismatico, bibliotecario e mercante tedesco (Spira, n. 1772 - Bad Homburg vor der Höhe, † 1830)

## Nuotatori(1)
- Bowen Becker, ex nuotatore statunitense (Chicago, n. 1997)

## Orientalisti(1)
- Carl Heinrich Becker, orientalista, islamista e politico tedesco (Amsterdam, n. 1876 - Berlino, † 1933)

## Pattinatrici di velocità su ghiaccio(1)
- Sabine Becker, ex pattinatrice di velocità su ghiaccio tedesca (Chemnitz, n. 1959)

## Pittori(2)
- Johann Wilhelm Becker, pittore, incisore e litografo tedesco (Wetzlar, n. 1744 - Francoforte sul Meno, † 1782)
- Peter Becker, pittore tedesco (Francoforte sul Meno, n. 1828 - Soest, † 1904)

## Poeti(2)
- Jürgen Becker, poeta e scrittore tedesco (Colonia, n. 1932 - Colonia, † 2024)
- Nikolaus Becker, poeta tedesco (Bonn, n. 1809 - Hünshoven, † 1845)

## Poliziotti(1)
- Charles Becker, poliziotto statunitense (Callicoon, n. 1870 - Sing Sing, † 1915)

## Produttori cinematografici(1)
- Albrecht Becker, produttore cinematografico, fotografo e attore tedesco (Thale, n. 1906 - Amburgo, † 2002)

## Registi(5)
- Harold Becker, regista, produttore cinematografico e fotografo statunitense (New York, n. 1928)
- Jacques Becker, regista e sceneggiatore francese (Parigi, n. 1906 - Parigi, † 1960)
- Jean Becker, regista, sceneggiatore e attore francese (Parigi, n. 1938)
- Walt Becker, regista e attore statunitense (Hollywood, n. 1968)
- Wolfgang Becker, regista e sceneggiatore tedesco (Hemer, n. 1954 - Berlino, † 2024)

## Rivoluzionari(1)
- Johann Philipp Becker, rivoluzionario tedesco (Frankenthal, n. 1809 - Ginevra, † 1886)

## Scacchisti(1)
- Albert Becker, scacchista austriaco (Vienna, n. 1896 - Vicente López, † 1984)

## Scenografe(1)
- Judy Becker, scenografa statunitense (New York)

## Schermidori(1)
- Felix Becker, ex schermidore tedesco (Darmstadt, n. 1964)

## Schermitrici(1)
- Christine Becker, schermitrice statunitense (n. 1963)

## Scrittori(2)
- Jurek Becker, scrittore e sceneggiatore polacco (Łódź, n. 1937 - Sieseby, † 1997)
- Thorsten Becker, scrittore tedesco (Lahnstein, n. 1958)

## Sociologi(1)
- Howard Saul Becker, sociologo statunitense (Chicago, n. 1928 - San Francisco, † 2023)

## Storici(2)
- Carl Lotus Becker, storico statunitense (Waterloo, n. 1873 - Ithaca, † 1945)
- Wilhelm Adolf Becker, storico tedesco (Dresda, n. 1796 - Meißen, † 1846)

## Storici dell'arte(2)
- Felix Becker, storico dell'arte e lessicografo tedesco (Sondershausen, n. 1864 - Lipsia, † 1928)
- Wilhelm Gottlieb Becker, storico dell'arte, numismatico e scrittore tedesco (Oberkallenberg, n. 1753 - Dresda, † 1813)

## Tennisti(3)
- Benjamin Becker, ex tennista tedesco (Merzig, n. 1981)
- Boris Becker, ex tennista e allenatore di tennis tedesco (Leimen, n. 1967)
- Roger Becker, tennista e allenatore di tennis britannico (Croydon, n. 1934 - † 2017)

## Velociste(1)
- Gabriele Becker, ex velocista tedesca (n. 1975)

## Violinisti(1)
- Dietrich Becker, violinista e organista tedesco (n. 1613 - Amburgo, † 1679)

## Violoncellisti(1)
- Hugo Becker, violoncellista, insegnante e compositore tedesco (Strasburgo, n. 1863 - Geiselgasteig, † 1941)